# Рід Санада
Рід Санада (яп. 真田氏, Санада-сі) — самурайський рід середньовічної Японії. Цей рід довгий час володів Мацусіро-хан (нині сучасна префектура Наґано).

## Історія

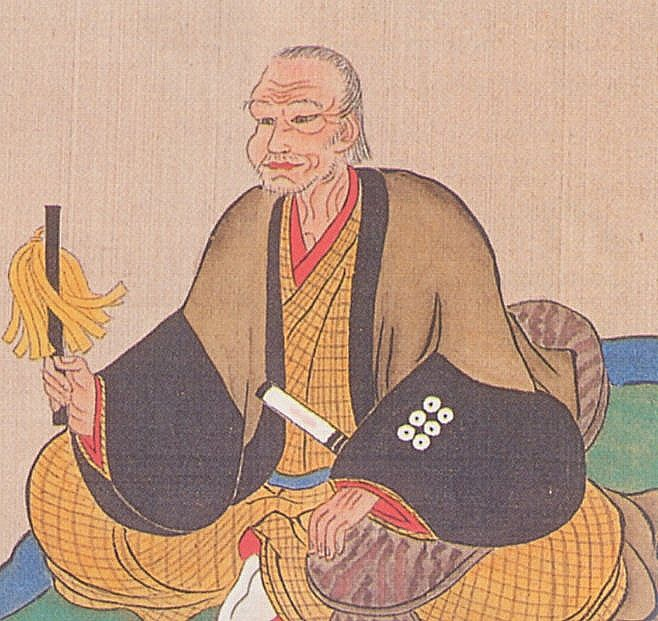
Санада Масаюкі

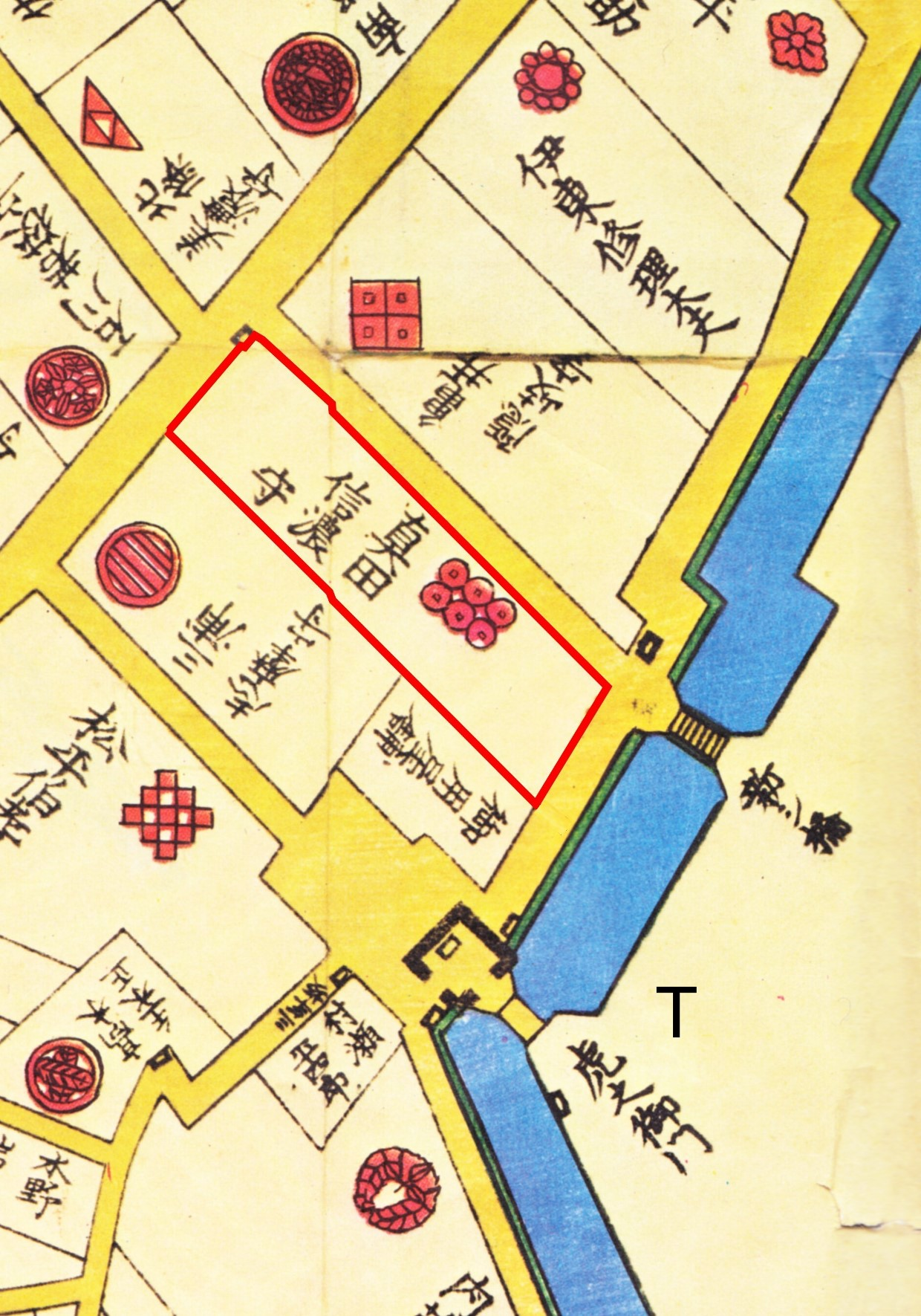
Резиденція Санада в Едо. Приблизно 1850 рік

Рід Санада стверджував про походження від Сейва Ґендзі. На початку XVI століття Унно Юкійосі створив мон. З трьома відомими генералами Санада Юкітака та його синами Санада Нобуцуна, Санада Масатеру та Санада Масаюкі, рід був ключовим в армії Такеди.
Санада Юкітака заснував рід у XVI столітті. У період Сенґоку рід очолював Санада Масаюкі (1547—1611). У 1587 році його другий син був відправлений як застава до роду Тойотому. У 1594 році одружився з Тікурін-ін, прийомною донькою Тоєтомі Хідзейосі: тому він офіційно став його зятем.
У 1600 році, у битві при Секіґахарі, Юкімура став на сторону Західної армії. Він боровся проти Токуґава Хідетада в замку Уеда, успішно затримуючи його просування до Секігахара з підкріпленням у вигляді 38 000 воїнів. Він також виступив проти Токугави в битві при Осаці, де й загинув.

### Період Едо
У 1587 році Санада Нобуюкі, старший син Масаюкі, одружився з Комацухіме, прийомною дочкою Токуґави Ієясу. У 1600 році він став на бік Східної Армії. Йому було віддано під контроль Уеда-хан і Нумата-хан (провінція Кодзуке) з доходом від 65 000 коку. 1622 року Нобуюкі був переведений у Мацусіро-хан (провінція Сінано) з доходом від 100 000 коку. Його нащадки залишалися там аж до реставрації Мейдзі.
Армія роду Санада брала участь у нападі на Айдзу в 1868 році, на стороні імператорської армії. Вони повинні були взяти на себе відповідальність за військовополонених Айдзу, але відмовилися.

### Сучасна епоха
У 1871 році колишній даймьо був зарахований до кадзоку. Начальнику кадетського відділення роду було присвоєно звання барона.

## Глави роду
1. Санада Укійосі
2. Санада Юкітака
3. Санада Нобуцуна
4. Санада Масаюкі
5. Санада Нобуюкі
6. Санада Нобумаса
7. Санада Юкіміті
8. Санада Нобухіра
9. Санада Нобуясу
10. Санада Юкіхіра
11. Санада Юкітака
12. Санада Юкіцура
13. Санада Юкінорі
14. Санада Юкімото

## Видатні представники
- Санада Юкітака (яп. 真田 幸隆; 1512—1574)
- Санада Нобуцуна (яп. 真田 信綱; 1537—1575)
- Санада Масатеру (яп. 真田 昌輝; ?—1575)
- Санада Масаюкі (яп. 真田 昌幸; 1547—1611)
- Санада Нобуюкі (яп. 真田 信之; 1566—1668)
- Санада Юкімура (яп. 真田 幸村; 1567—1615)
- Санада Нобуйосі (яп. 真田 信吉; 1593—1634)
- Санада Нобумаса (яп. 真田 信政; 1597—1658)
- Санада Юкімаса (яп. 真田 幸昌; 1600—1615)
- Санада Морінобу (яп. 真田 守信; 1612—1671)